# 182262 Solène
182262 Solène è un asteroide della fascia principale. Scoperto nel 2001, presenta un'orbita caratterizzata da un semiasse maggiore pari a 2,4521955 UA e da un'eccentricità di 0,1337488, inclinata di 2,96410° rispetto all'eclittica.